# Keralaflugsnappare
Keralaflugsnappare (Sholicola albiventris) är en hotad tätting i familjen flugsnappare som enbart förekommer i sydvästra Indien.

## Kännetecken

### Utseende
Keralaflugsnapparen är en liten (14 cm) fågel med vitt ögonbrynsstreck och enhetligt skifferblått på huvud, bröst och ovansida. Undersidan är vitaktig på mitten av buken, med mörkt skifferblå flanker ch vita undre stjärttäckare. Nära släktingen rostsidig flugsnappare är just rostfärgad på flankerna, men även på undre stjärttäckarna, medan ögonbrynsstrecket är blåaktigt.

### Läten
Sången beskrivs som en högljudd och utdragen trastlik serie med korta fraser bestående av fylliga böjda visslingar och torra stigande och fallande elektriska toner. Bland lätena hörs ljusa visslingar och ljudliga tjattrande ljud.

## Utbredning och systematik
Arten förekommer enbart i sydvästra Indien och delas in i två underarter med följande utbredning.
- Sholicola albiventris albiventris – södra Västra Ghats söder om Palghat Gap i delstaterna Kerala och Tamil Nadu
- Sholicola albiventris ashambuensis – sydligaste Västra Ghats i Ashambu Hills

Taxonet ashambuensis beskrevs först 2017, då som egen art. Än så länge behåller de ledande taxonomiska auktoriteterna den som underart till keralaflugsnappare.

### Släktestillhörighet
Taxonomin kring arten har varit omstridd. Tidigare fördes den till kortvingarna i Brachypteryx alternativt Myiomela, men sentida studier visar att keralaflugsnappare tillsammans med rostsidig flugsnappare snarare står närmare flugsnapparna i Cyornis. Dessa har därför lyfts ut till ett eget släkte, Sholicola.

## Levnadssätt
Keralaflugsnapparen hittas på mellan 1000 och 2200 meters höjd utmed vattendrag och i fuktiga områden i undervegetationen, både i skogsdungar av typen shola och tätt beskogade raviner. Den har även påträffats i trädgårdar, i stånd i eukalyptus och i gamla barrskogsplantage. Information om dess föda saknas, men den tros leva på små insekter och andra ryggradslösa djur. Häckningen tros ske mellan mars och juli, med mest aktivitet i april och maj.

## Status och hot
Keralaflugsnapparen har ett litet utbredningsområde vari habitatdegradering pågår. Arten verkar dock relativt vanlig på många platser. IUCN kategoriserar den som nära hotad.